# Сомовые
Со́мовые (лат. Siluridae) — семейство лучепёрых рыб из отряда сомообразных. Насчитывают 97—100 видов, объединяемых в 11—12 родов. Донные рыбы, широко распространённые по всей Евразии за исключением бассейна Северного Ледовитого океана. В Европе два вида — обыкновенный сом (Silurus glanis), достигающий рекордной для семейства длины в 5 м, и Silurus aristotelis. Общие промысловые уловы сомовых составляют около 30 тысяч тонн, наибольшие уловы приходятся на долю европейского сома. Представители семейства выступают в качестве объектов спортивного и любительского рыболовства. Некоторые виды сомовых содержат в аквариумах.

## Строение
Крупные представители достигают длины 2—3 м, мелкие зачастую не превышают 15 см. Тело покрыто голой кожей, чешуя и костные пластины отсутствуют, хвост обычно намного длиннее туловища и сжат с боков. На голове расположены пара верхнечелюстных усиков и одна-две пары нижнечелюстных. Спинной плавник небольшой (у некоторых видов отсутствует) без колючего луча, мягких лучей не более 7. Брюшные плавники расположены в средней части брюха, у многих видов редуцированы в размерах или отсутствуют. Жирового плавника нет. Анальный плавник сильно удлинён, составлен 41—110 лучами. Окраска в пределах семейства варьирует от буро-зелёной до почти прозрачной.

## Образ жизни
Практически все сомовые являются пресноводными рыбами, но некоторые виды (например, амурский сом) могут выходить в эстуарии. Ведут придонный образ жизни. Облигатные хищники, питающиеся преимущественно рыбой. Оплодотворение наружное. Самки откладывают икру на водную растительность. Для некоторых видов характерно строительство гнёзд и защита кладки и личинок.

## Классификация
- Belodontichthys Bleeker, 1857 — 2 вида
- Ceratoglanis Myers, 1938 — 2 вида
- Hemisilurus Bleeker, 1857 — 3 вида
- Hito Herre, 1924 — 1 вид
- Kryptopterus Bleeker, 1857 — 23 вида
- Micronema Lacepède, 1803 — 20 видов
- Ompok Bleeker, 1862 — 1 вид
- Pterocryptis Peters, 1861 — 15 видов
- Silurichthys Bleeker, 1856 — 8 видов
- Silurus Linnaeus, 1758 — Сомы — 16 видов
- Wallago Bleeker, 1851 — Пресноводные сомы-валлаго — 5 видов